# جينارو ايسبوسيتو
جينارو ايسبوسيتو (بالإيطالية: Gennaro Esposito)‏ (18 مارس 1985 بنابولي في إيطاليا - ) هو لاعب كرة قدم إيطالي في مركز الوسط. لعب مع نادي بيروجيا ونادي تشيزينا ونادي ساليرنيتانا ونادي سيينا ونادي نابولي وهيلاس فيرونا ويوفي ستابيا وسسارة توريس ‏ وASD Città di Gallipoli ‏.